# ヒレ–吉田の定理
数学の関数解析学の分野におけるヒレ–吉田の定理（ヒレ–よしだのていり、英: Hille–Yosida theorem）とは、バナッハ空間上の線形作用素からなる強連続1パラメータ半群の生成素を特徴づける定理である。しばしば特別な場合として縮小半群のために適用され、また、一般的な場合としてフェラー-宮寺-フィリップスの定理（ウィリアム・フェラー、宮寺功、ラルフ・フィリップスの名にちなむ）と呼ばれる定理が存在する。縮小半群の場合は、マルコフ過程の理論において広く研究されている。その他の場面では、この定理と関係の深いルーマー–フィリップスの定理が、「与えられた作用素が強連続な縮小半群を生成するかどうか」を見極める上で有用となる。ヒレ-吉田の定理は数学者のエイナー・ヒレと吉田耕作の名にちなみ、1948年前後の彼らの研究によってそれぞれ独立に発見された。

## 正式な定義
X をバナッハ空間としたとき、X 上の作用素からなる1パラメータ半群とは、非負の実数によって特徴づけられる作用素の族 {T(t)} t ∈ [0, ∞) で
- {\displaystyle T(0)=I,}
- {\displaystyle T(s+t)=T(s)\circ T(t)\quad \forall \ t,s\geq 0}

を満たすようなもののことを言う。この半群が強連続、あるいはC0半群であるための必要十分条件は、写像
{\displaystyle t\mapsto T(t)x}
がすべての x ∈ X に対して連続であることである。ここで [0, ∞) は通常位相を持ち、X はノルム位相を持つ。
1パラメータ半群 T の無限小生成素とは、X 上の（possibly proper な）部分空間上で定義される、次のような作用素 A のことである。
- A の定義域は、

{\displaystyle h^{-1}(T(h)x-x)}
に、h を右から 0 へと近づけたときの極限が存在するような x ∈ X からなる集合である:
{\displaystyle D(A):=\left\{\ x\in X;\ \exists \ \lim _{h\downarrow 0}h^{-1}(T(h)x-x)\ \right\}}
- Ax の値は、そのような極限の値である。言い換えると、Ax は関数

{\displaystyle t\mapsto T(t)x}
の 0 での右側微分である。
強連続一パラメータ半群の無限小生成素は、Xの稠密な線形部分空間上で定義される閉線形作用素である。
ヒレ-吉田の定理は、バナッハ空間上の閉線形作用素 A が、ある強連続一パラメータ半群の無限小生成素であるための必要十分条件を与えるものである。

## 定理の内容
A をバナッハ空間 X の線形部分空間 D(A) 上で定義される線形作用素とし、ω を実数とし、M > 0 とする。このとき、A が、{\displaystyle \|T(t)\|\leq M{\rm {e}}^{\omega t}} を満たすような強連続半群 T を生成するための必要十分条件は
1. D(A) が X において稠密であること、および
2. λ > ω を満たすようなすべての実数 λ が A のレゾルベント集合に含まれ、そのような λ とすべての正の整数 n に対し

{\displaystyle \|(\lambda I-A)^{-n}\|\leq {\frac {M}{(\lambda -\omega )^{n}}}}
が成立すること、である。

## 縮小半群に対するヒレ-吉田の定理
一般的に、ヒレ-吉田の定理は理論的な側面において重要であると考えられている。なぜならば、定理に現れるレゾルベント作用素の冪乗に関する不等式は、通常、具体的な事例においてはその成立を確かめることが困難であるからである。特別な場合としての縮小半群（上の定理において M = 1 および ω = 0 である場合）の場合には、n = 1 での不等式の成立のみが確かめられれば良いこととなるため、実際の応用の場面における定理の重要性も確かめられる。縮小半群に対するヒレ-吉田の定理は、次のようなものである:
A をバナッハ空間 X の線形部分空間 D(A) 上で定義される線形作用素とする。このとき、A が縮小半群を生成するための必要十分条件は
1. D(A) が X において稠密であること、および
2. λ > 0 を満たすようなすべての実数 λ が A のレゾルベント集合に含まれ、そのような λ に対して

{\displaystyle \|(\lambda I-A)^{-1}\|\leq {\frac {1}{\lambda }}}
が成立することである。